# IPad mini (第1世代)
iPad mini（アイパッド ミニ）は、Appleによって開発及び販売されていたタブレット型コンピューターである。

## 概要

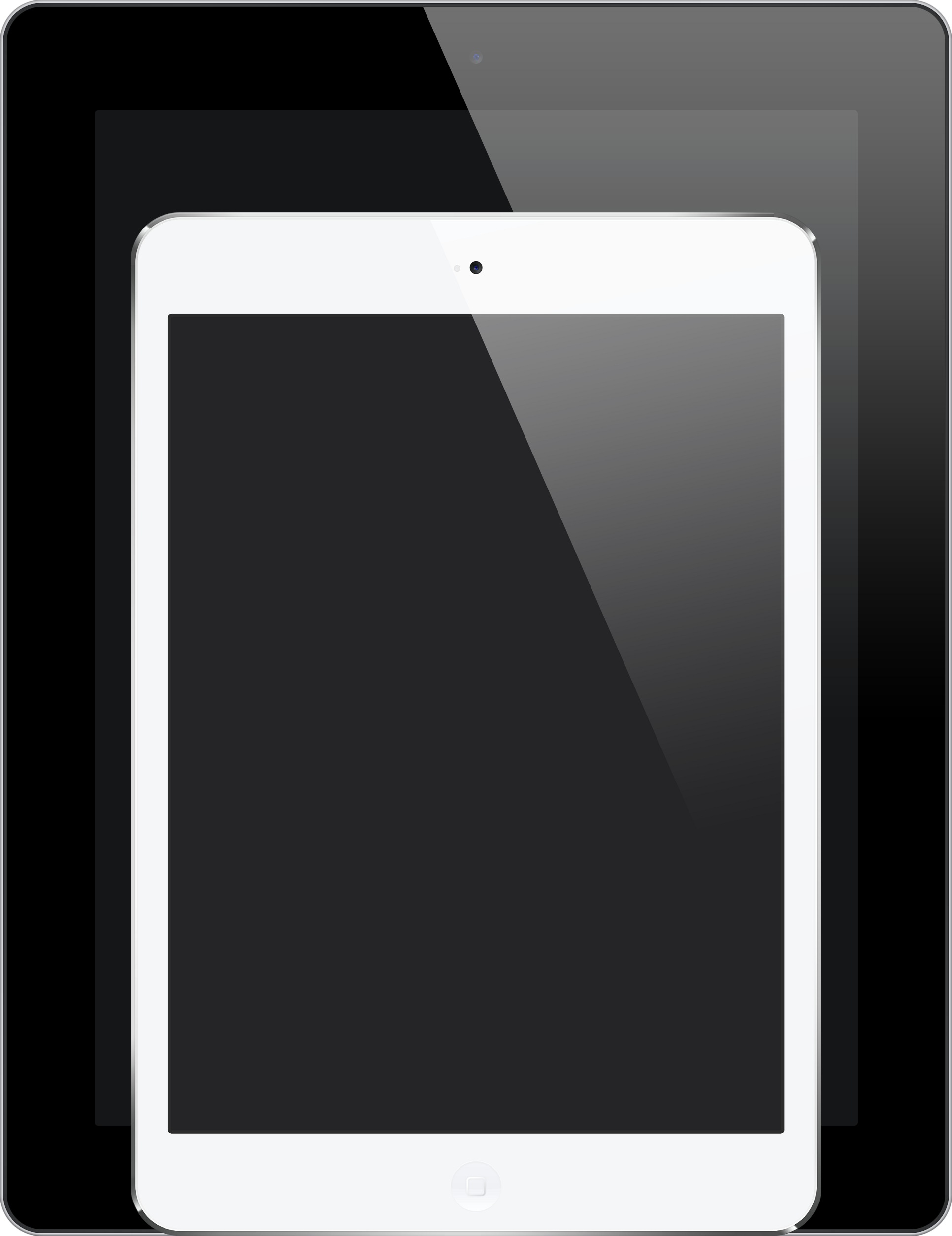
iPad mini (第1世代)とiPad (第3世代)のサイズ比較

アメリカ西海岸時間の2012年10月23日、サンフランシスコで開催された記者会見で公開。11月2日より日本・アメリカ合衆国・ヨーロッパなど34カ国で販売すると発表された。
販売されるモデルは『Wi-Fi』（無線LANのみ）と、LTEにも対応している『Wi-Fi＋Cellular』（Wi-Fi および 携帯電話事業者が提供する通信網で通信可能）の2種類のモデルがある。
製品としては同社が発売するiPadシリーズが小型・軽量化されたものである。ディスプレイサイズは7.9インチに小型化し、画素数はiPad (第1世代)およびiPad 2と同じ1,024×768ピクセルで、アスベクト比も4:3を維持している。重量は『Wi-Fi』308g、『Wi-Fi＋Cellular』312gになっている。CPUはiPad 2やiPhone 4Sと同等のApple A5を搭載している。カメラ性能と通信性能はiPad (第4世代)と同一となっている。
また、日本ではソフトバンクモバイルとau（KDDI・沖縄セルラー電話）から発売される。auはiPadの発売は今回が初めてである。
LTEの利用可能帯域やCDMAの有無により2モデル用意されており、日本で発売される「モデルA1455」は、CDMA2000方式とLTE Bands 1/3/5/13/25に対応している（北米向けのCDMA非対応モデルである「モデルA1454」は、LTE Bands 4/17に対応）。
2015年6月下旬に生産および販売を終了している。最終サポートバージョンはiOS 9.3.5まで(ただし、Wi-Fi＋CellurarモデルはiOS 9.3.6まで、下記参照)で、iOS 10のサポートから外れた。
2019年7月22日にGPS位置情報の不具合を修正するiOS 9.3.6が配信された。

## 価格

### 販売当初から2013年5月30日まで
アメリカ合衆国での価格（円換算価格はmini発表の2012年10月のレート「US$1=¥80」で計算している）
| モデル                     | 16 GB             | 32 GB             | 64 GB             |
| -------------------------- | ----------------- | ----------------- | ----------------- |
| iPad mini Wi-Fi            | US$329（¥26,320） | US$429（¥34,320） | US$529（¥42,320） |
| iPad mini Wi-Fi + Cellular | US$459（¥36,720） | US$559（¥44,720） | US$659（¥52,720） |

日本での価格
| モデル名               | iPad mini Wi-Fi | iPad mini Wi-Fi | iPad mini Wi-Fi | iPad mini Wi-Fi + Cellular | iPad mini Wi-Fi + Cellular | iPad mini Wi-Fi + Cellular |
| フラッシュメモリの容量 | 16 GB           | 32 GB           | 64 GB           | 16 GB                      | 32 GB                      | 64 GB                      |
| ---------------------- | --------------- | --------------- | --------------- | -------------------------- | -------------------------- | -------------------------- |
| 一括販売時の価格       | ¥28,800         | ¥36,800         | ¥44,800         | ¥39,800                    | ¥47,800                    | ¥55,800                    |

### 2013年5月31日
アメリカ合衆国での価格（改訂無し）（円換算価格は日本市場価格改定時の2013年5月のレート「US$1=¥101」で計算している）
| モデル                     | 16 GB             | 32 GB             | 64 GB             |
| -------------------------- | ----------------- | ----------------- | ----------------- |
| iPad mini Wi-Fi            | US$329（¥33,229） | US$429（¥43,329） | US$529（¥53,429） |
| iPad mini Wi-Fi + Cellular | US$459（¥46,359） | US$559（¥56,459） | US$659（¥66,559） |

日本での価格
| モデル名               | iPad mini Wi-Fi | iPad mini Wi-Fi | iPad mini Wi-Fi | iPad mini Wi-Fi + Cellular | iPad mini Wi-Fi + Cellular | iPad mini Wi-Fi + Cellular |
| フラッシュメモリの容量 | 16 GB           | 32 GB           | 64 GB           | 16 GB                      | 32 GB                      | 64 GB                      |
| ---------------------- | --------------- | --------------- | --------------- | -------------------------- | -------------------------- | -------------------------- |
| 一括販売時の価格       | ¥32,800         | ¥42,800         | ¥52,800         | ¥46,800                    | ¥56,800                    | ¥66,800                    |

## iPadモデルの変遷
（横スクロールできる画像です）

## 盗難事件
Apple社は、iPad mini (第1世代)のうち、中国から到着した約3,600台（約150万ドル相当）を、発送のためジョン・F・ケネディ国際空港の貨物ビル内に保管していたが、2012年11月12日深夜（東部標準時）に、全て盗まれているのが発見された。